# Stefan Frei
Stefan Frei (* 20. April 1986 in Altstätten) ist ein Schweizer Fussballtorhüter. Seit 2014 spielt er für den Seattle Sounders FC in der höchsten Spielklasse im nordamerikanischen Fussball, der Major League Soccer (MLS).

## Karriere

### Jugend und Amateurfussball
Frei wanderte Anfang 2001 in die Vereinigten Staaten von Amerika aus, wo er an der De La Salle High School in Concord, Kalifornien erste Erfahrungen im nordamerikanischen Fussball sammelte. In seinem Abschlussjahr wurde er von der High School zum Athlete of the Year 2005 gewählt. Von 2006 bis 2008 spielte er für das Collegeteam der University of California, die California Golden Bears. Insgesamt absolvierte er für die Bears 47 Ligaeinsätze in drei Jahren. 2007 wurde er in das First Team All-American der NCAA gewählt und damit als bester Collegetorhüter der Saison ausgezeichnet. In den Saisonpausen während seiner Studienzeit absolvierte Frei sechs Spiele für die San Francisco Seals (2006) und 18 Partien für die San José Frogs (2007 und 2008) in der USL Premier Development League.
Frei kam kurz vor seiner Emigration an der Seite von Tranquillo Barnetta und Reto Ziegler zu einem Einsatz in der Schweizer U-15-Auswahl
, als er im Oktober 2000 gegen Schottland zwischen den Pfosten stand.

### Profikarriere
Nach seinem Engagement bei den Frogs und dem Abschluss an der Universität folgte mit dem MLS SuperDraft 2009 ein weiterer Schritt in Richtung Profifussball. Beim Draft wurde Frei gleich in der ersten Runde als 13. Pick ins Team des Toronto FC beordert, nachdem er schon zuvor beim MLS Player Combine 2009 als MVP ausgezeichnet worden war. Er verdrängte in seiner ersten Profisaison den kanadischen Nationalspieler Greg Sutton von der Torhüterposition und gab sein Profidebüt bereits am Eröffnungsspieltag der Saison 2009 am 21. März, beim 3:2-Heimsieg gegen die Kansas City Wizards. Noch in derselben Saison gewann er mit dem Team die Canadian Championship 2009. Weiters kam er zu Einsätzen während der CONCACAF Champions League 2009/10.

## Erfolge
- NCAA First Team All-American: 2007
- Canadian Championship: 2009
- Sieger MLS Cup: 2016, 2019
- Sieger CONCACAF Champions League: 2022

## Privates / Familie
Er ist ein Cousin 2. Grades des ehemaligen Kapitäns der Schweizer Fussballnationalmannschaft, Alexander Frei.